# (55319) Takanashi
(55319) Takanashi est un astéroïde de la ceinture principale.

## Description
(55319) Takanashi est un astéroïde de la ceinture principale. Il fut découvert le 18 septembre 2001 à l'observatoire Goodricke-Pigott par Roy A. Tucker. Il présente une orbite caractérisée par un demi-grand axe de 3,03 UA, une excentricité de 0,09 et une inclinaison de 6,0° par rapport à l'écliptique.